# Old Bridge of Dee
Die Old Bridge of Dee, veraltet Granny Ford Bridge, ist eine Straßenbrücke in der schottischen Ortschaft Bridge of Dee in der Council Area Dumfries and Galloway. 1971 wurde das Bauwerk in die schottischen Denkmallisten in der höchsten Denkmalkategorie A aufgenommen.

## Geschichte
Die Brücke wurde zwischen 1737 und 1740 als Teil der Fernstraße zwischen Portpatrick und Carlisle erbaut. 1763 wurde sie Teil einer der britischen Militärstraßen. Die Old Bridge of Dee entsprach nicht den in einer 1797 verabschiedeten Verordnung definierten Dimensionen. Aus diesem Grund wurde sie 1825 durch die wenige hundert Meter flussaufwärts gelegene Threave Bridge ersetzt, über die heute die A75 führt. 1989 wurde die Old Bridge of Dee teilweise restauriert.

## Beschreibung
Der insgesamt 57 m lange Mauerwerksviadukt liegt am Südrand von Bridge of Dee. Er führt eine Nebenstraße in vier ausgemauerten Segmentbögen über den Dee. Das Mauerwerk besteht aus Bruchstein. Die identisch gearbeiteten Bögen weisen lichte Weiten von 12,5 m auf. An beiden Seiten der Pfeiler treten spitz zulaufende Eisbrecher heraus. Die begrenzenden Brüstungen schließen mit granitenen Natursteinkappen. Die Fahrbahn ist lediglich 3,4 m breit und entspricht damit nicht dem 1797 definierten Minimum von 4,9 m.